# Ácido 3-fosfoglicérico
Ácido 3-fosfoglicérico (abreviado na literatura em inglês como 3PG, 3-PGA, ou PGA, de 3-phosphoglyceric acid) é o ácido conjugado de 3-fosfoglicerato ou glicerato 3-fosfato (GP ou G3P).  Este glicerato é um intermediário metabólico bioquimicamente significativo tanto em glicólise como no ciclo de Calvin-Benson.  O ânion é frequentemente denominado como PGA quando referindo-se ao ciclo de Calvin-Benson.  No ciclo de Calvin-Benson, 3-fosfoglicerato é tipicamente o produto da cisão espontânea de um intermediário instável de 6 carbonos formado após a fixação do CO2.  Assim, dois equivalentes de 3-fosfoglicerato são produzidos para cada molécula de CO2 que é fixada.  Na glicólise, 3-fosfoglicerato é um intermediário seguindo a desfosforilação (redução) de 1,3-bisfosfoglicerato.:14

## Glicólise
Na via glicolítica, 1,3-bisfosfoglicerato é desfosforilado para formar ácido 3-fosfoglicérico em uma reação acoplada produzindo dois ATP via fosforilação em nível de substrato. O único grupo fosfato deixado na molécula de 3-PGA então se move de um carbono final para um carbono central, produzindo 2-fosfoglicerato.  Essa realocação do grupo fosfato é catalisada por fosfoglicerato mutase, uma enzima que também catalisa a reação inversa.
| D-gliceraldeído-3-fosfato | gliceraldeído fosfato desidrogenase | gliceraldeído fosfato desidrogenase |                    | 1,3-bisfosfo-D-glicerato | 3-fosfoglicerato quinase | 3-fosfoglicerato quinase | 3-fosfo-D-glicerato | Fosfogliceromutase | Fosfogliceromutase | 2-fosfo-D-glicerato |
|                           |                                     |                                     |                    |                          |                          |                          |                     |                    |                    |                     |
| ADP                       | ATP                                 |                                     |                    |                          |                          |                          |                     |                    |                    |                     |
|                           |                                     |                                     |                    |                          |                          |                          |                     |                    |                    |                     |
| ADP                       | ATP                                 |                                     |                    |                          |                          |                          |                     |                    |                    |                     |
|                           |                                     |                                     |                    |                          |                          |                          |                     |                    |                    |                     |
|                           | 3-fosfoglicerato quinase            | 3-fosfoglicerato quinase            | Fosfogliceromutase | Fosfogliceromutase       |                          |                          |                     |                    |                    |                     |

## Ciclo de Calvin-Benson
Nas reações independentes de luz (também conhecido como ciclo de Calvin-Benson), duas moléculas 3-fosfoglicerato são sintetizadas.  RuBP, um açúcar de 5 carbonos, sofre fixação de carbono, catalisada pela enzima RuBisCO, para se tornar um intermediário instável de 6 carbonos. Este intermediário é então clivado em duas moléculas separadas de 3 carbonos de 3-PGA.  Uma das moléculas de 3-PGA resultantes continua através do ciclo de Calvin-Benson para ser regenerada em RuBP enquanto a outra é reduzida para formar uma molécula de gliceraldeído-3-fosfato (G3P) em duas estapas: a fosforilação de 3-PGA em ácido 1,3-bisfosfoglicérico via a enzima fosfoglicerato quinase (o inverso da reação observada na glicólise) e a subsequente catálise por gliceraldeído 3-fosfato desidrogenase em G3P. G3P eventualmente reage para formar os açúcares como glicose ou frutose ou amidos mais complexos.:156

## Síntese de aminoácidos
Glicerato 3-fosfato (formado a partir de 3-fosfoglicerato) também é precursor de serina, a qual, por sua vez, pode criar cisteína e glicina através do ciclo da homocisteína.

## Medição
3-Fosfoglicerato pode ser separado e medido usando cromatografia em papel assim como com cromatografia em coluna e outros métodos de separação cromatográfica.  Pode ser identificado usando cromatografia em fase gasosa e espectrometria de massa por cromatografia líquida e tem sido otimizado para avaliação usando-se técnicas de EM em tandem.